# Monte Forte
Monte Forte est une localité de Sao Tomé-et-Principe située sur la côte ouest de l'île de São Tomé, dans le district de Lembá, au sud de Ponta Figo. C'est une ancienne roça, qui produit toujours du cacao.

## Climat

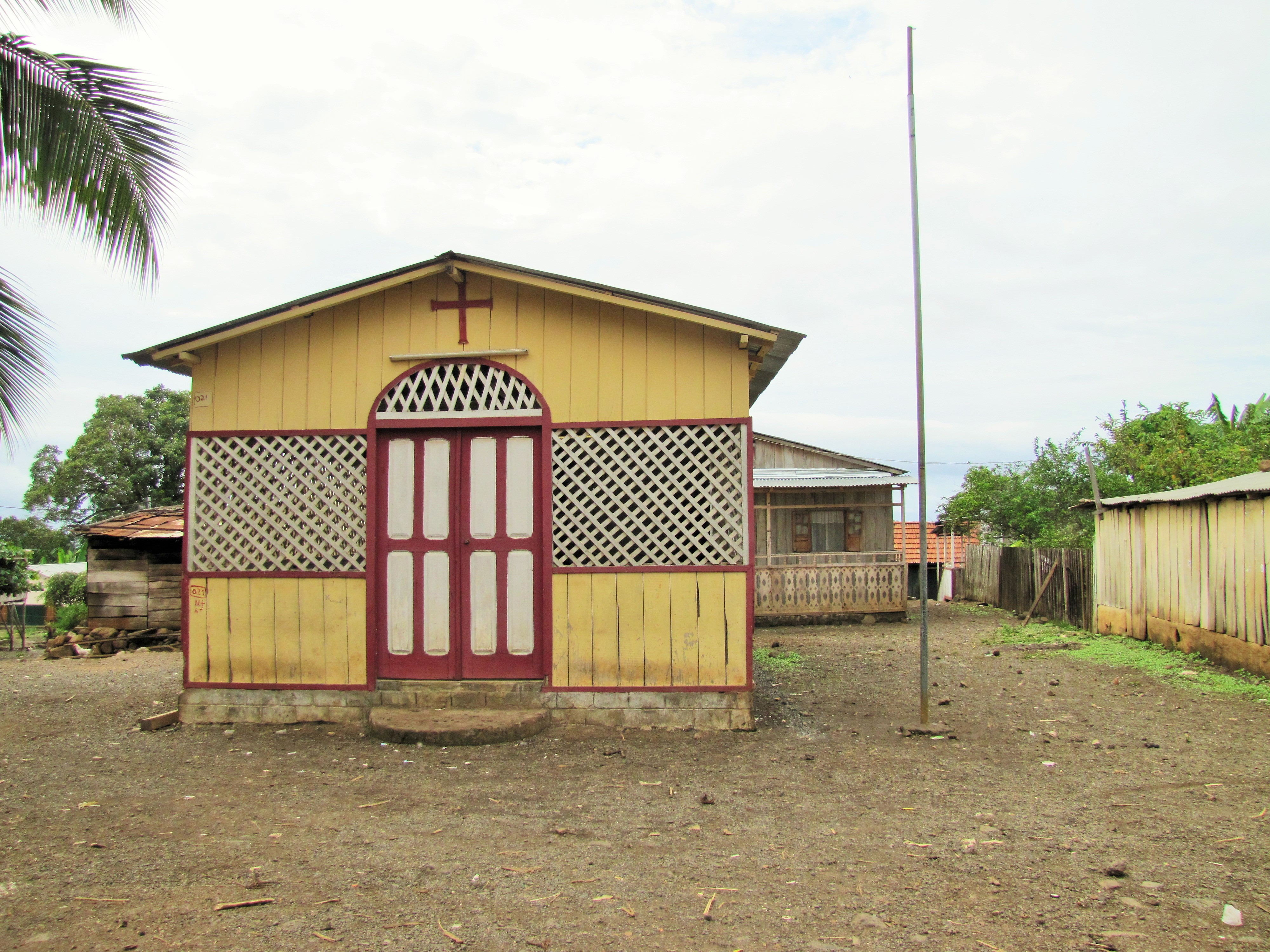
Église.

Monte Forte est doté d'un climat tropical de type As selon la classification de Köppen. En hiver les précipitations y sont beaucoup plus importantes qu'en été. La température moyenne annuelle est de 23,5 °C.

## Population
Lors du recensement de 2012, 87 habitants y ont été dénombrés. 

## Économie
Le siège de la Coopérative d’exportation de cacao biologique (CECAB) se trouve à Monte Forte. regroupe 37 associations et rassemble plus de 2 000 agriculteurs, dont 38% de femmes. Elle organise la production et la collecte, assure la traçabilité et le contrôle qualité, permettant d'obtenir un label d'agriculture biologique. Ainsi la production de cacao bio-équitable est passée de 40 à 1 080 tonnes entre 2006 et 2015.

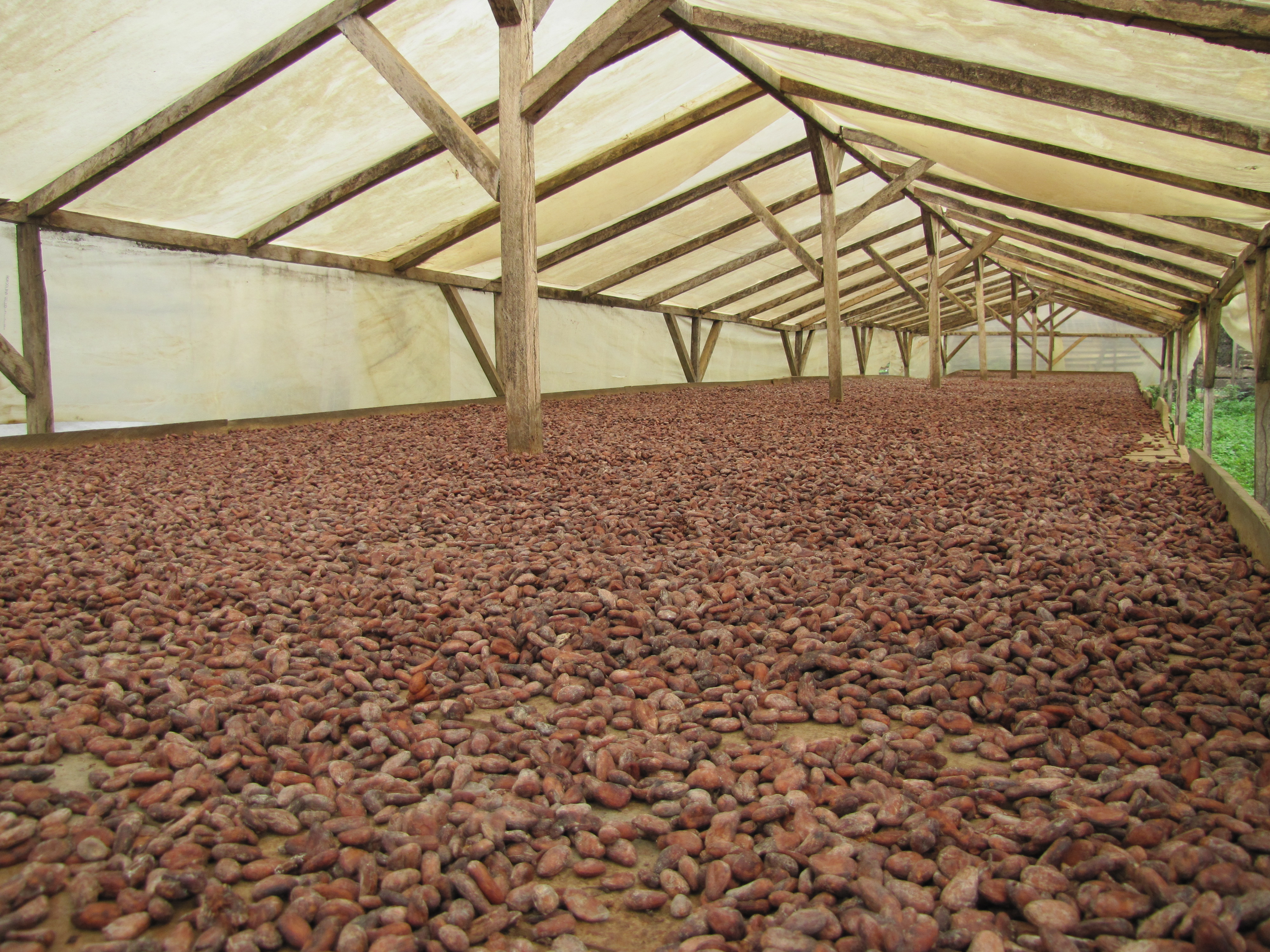
Séchage.
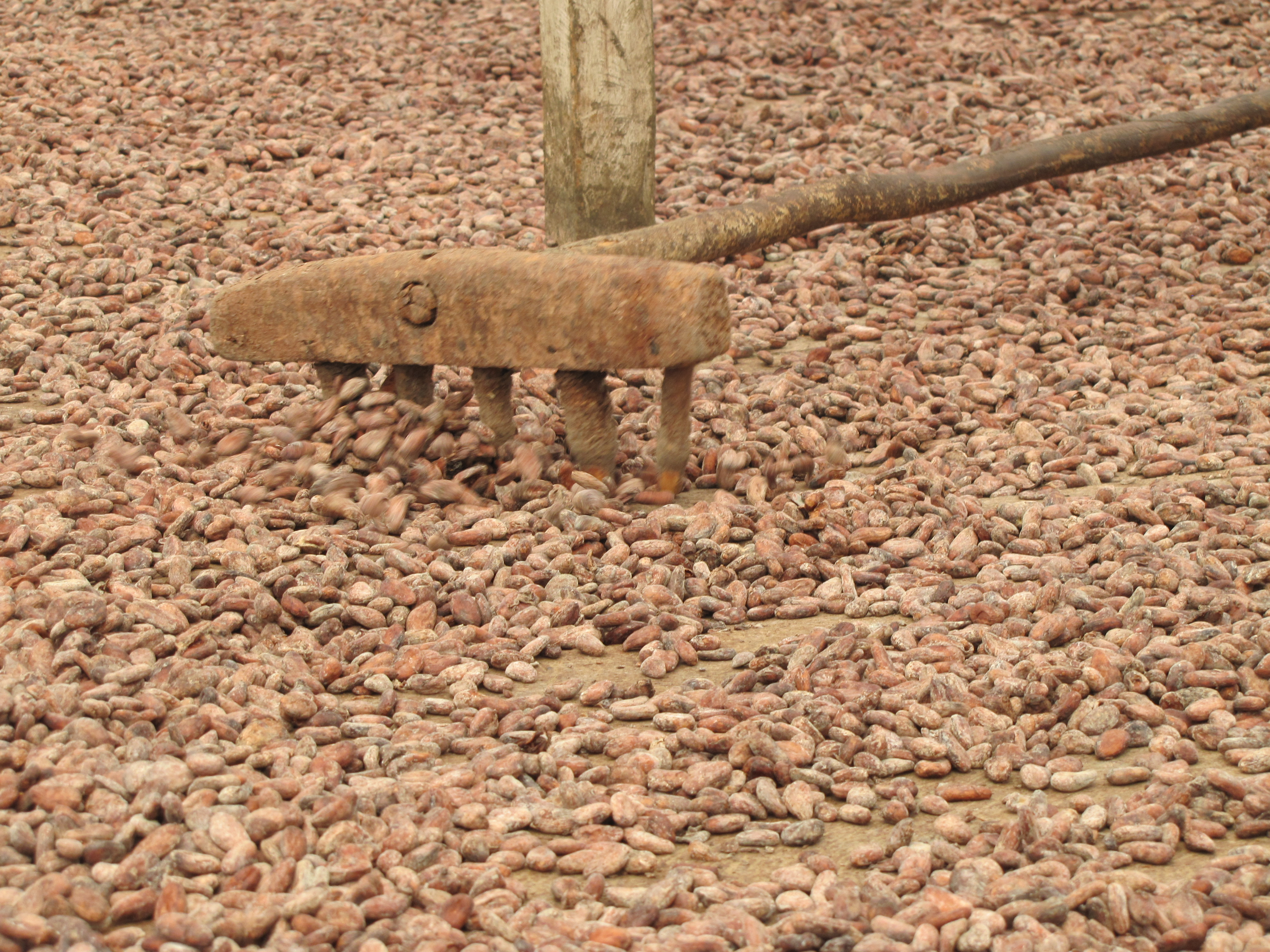
Tri.
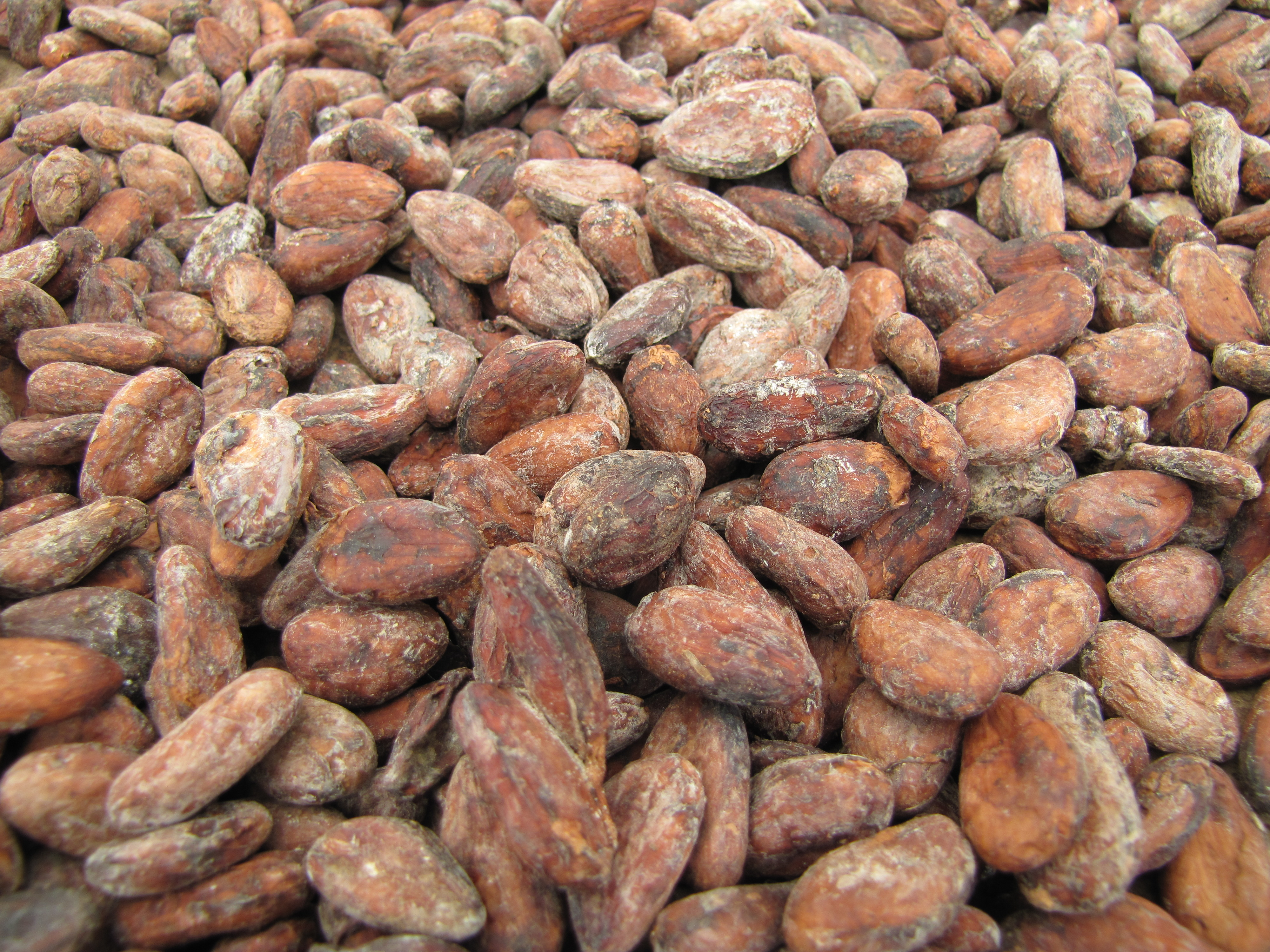
Fèves séchées.

## Roça
Elle est de type roça-avenida, organisée de part et d'autre d'un axe central.
Monte Forte mise aussi sur le tourisme : cette ancienne dépendance de la roça Ponta Figo a été transformée en relais-accueil pour les randonneurs.